# Alejandro Goić Karmelić

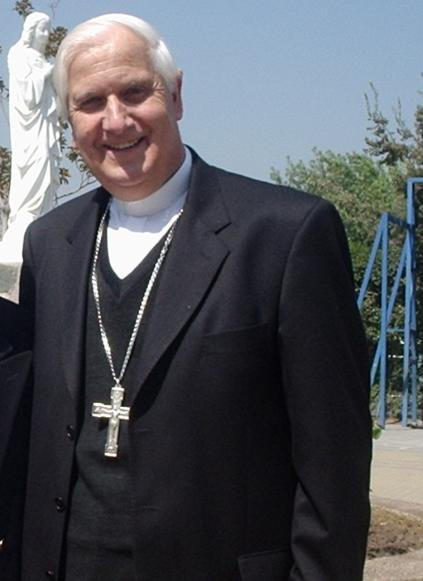
Monseñor Goić durante una visita al Colegio Enrique de Ossó.

Monseñor Alejandro Goić Karmelić (Punta Arenas, 7 de marzo de 1940) es un eclesiástico chileno. Fue obispo católico de la diócesis de Rancagua de 2004 a 2018 y presidente de la Conferencia Episcopal de Chile. Anteriormente había sido obispo auxiliar de la arquidiócesis de Concepción, de la diócesis de Talca y obispo titular de la diócesis de Osorno. Es tío de la política de centro izquierda Carolina Goic.

## Biografía

### Primeros años y estudios
Alejandro Goić Karmelić nació en el seno de una familia de inmigrantes croatas, provenientes de la isla de Brac, Dalmacia. Su padre fue don Pedro Goić y su madre doña Margarita Karmelić, y fue el menor de los cuatro hijos del matrimonio.
El joven Alejandro aprendió a leer en una escuela rural, y continuó sus estudios en el Instituto Don Bosco y luego en el Liceo Salesiano de Punta Arenas. Posteriormente ingresó al Seminario Metropolitano de Concepción, donde estudió Filosofía, y en la Universidad Católica de Chile, donde cursó la carrera de Teología.

### Sacerdocio
Alejandro Goić fue ordenado sacerdote el 12 de marzo de 1966 en Punta Arenas, por quien fuera una de las personas que lo motivó a seguir la carrera sacerdotal, el obispo diocesano, monseñor Vladimiro Borić Crnosija. Durante su estancia en la Diócesis de Punta Arenas fue párroco de Nuestra Señora de Fátima y capellán de la Penitenciaría de Punta Arenas hasta 1973.
En marzo de 1973 fue nombrado vicario general de Punta Arenas por el obispo Vladimiro Boric. A la muerte de monseñor Boric, el vicario general Goić pasó a desempeñar el cargo de vicario capitular, hasta que la Santa Sede nombrase un obispo. Este nombramiento recayó en monseñor Tomás González, continuando como vicario general hasta mayo de 1979. Durante aquellos años en que sirvió en la diócesis magallánica, Goić participó en las gestiones que realizó la Iglesia católica chilena en conjunto con su par argentina para evitar un conflicto bélico en el año 1978, y que sería resuelto por arbitraje papal.
Entre 1975 y 1976 siguió cursos de profundización teológica en la Abadía de San Andrés ubicada en Brujas, Bélgica.

### Obispado
El papa Juan Pablo II lo nombró obispo titular de África y obispo auxiliar de la Arquidiócesis de Concepción, recibiendo su ordenación episcopal en la Ciudad del Vaticano, el 27 de mayo de 1979. Esta ordenación, según se comenta, fue la primera que efectuada por manos de Juan Pablo II a un obispo chileno.
El 30 de junio de 1991 nuevamente es trasladado de jurisdicción eclesiástica, esta vez como obispo auxiliar, a la Diócesis de Talca. Ahí estuvo hasta 1994, año en que fue nombrado por el papa como obispo titular de la Diócesis de Osorno. 
El 10 de julio de 2003, el papa Juan Pablo II lo nombró obispo coadjutor de la Diócesis de Rancagua, por lo tanto ejerce las mismas funciones que un obispo auxiliar, pero tiene derecho a sucesión cuando se genera la vacancia del cargo. Así, a la renuncia del obispo titular, monseñor Javier Prado Aránguiz por razones de edad, monseñor Goić asumió como obispo titular de la Diócesis de Rancagua. Ejerce aquel cargo desde 2004. Fue presidente de la Conferencia Episcopal en dos periodos, entre 2004 y 2010.
Desde el 26 de abril de 2011, Goić presidió el Consejo nacional para la Prevención de Abusos contra Menores y Acompañamiento de Víctimas, organismo de la Conferencia Episcopal de Chile cuya finalidad es 

"proponer, orientar, supervisar y evaluar sus políticas de prevención de abusos sexuales y de ayuda a las víctimas, las que serán implementadas en cada diócesis. Su misión no quedará circunscrita solamente a los casos relativos a clérigos, sino que su labor estará abierta como un servicio a la sociedad en su conjunto, para colaborar en la superación de este grave problema".

Renunció a este puesto en mayo del 2018 después de un reportaje televisivo a un grupo de sacerdotes de su diócesis.
Durante la visita de la Conferencia Episcopal chilena al papa Francisco en mayo de 2018, presentó su renuncia junto con los demás obispos. Esta fue aceptada el 28 de junio de 2018.

## Rol social
Una de las principales preocupaciones de Alejandro Goić durante sus años como sacerdote han sido los temas sociales. Ha sido considerado como uno de los obispos más críticos a la hora de mejorar las consecuencias de la cuestión social y de los intereses de los trabajadores. Sin embargo, su especial sensibilidad hacia los temas de la pobreza y la justicia social se originan en su profunda identificación con Jesucristo y con los principios del Evangelio.
Durante la década de 1980, cuando Goić era obispo auxiliar de la Arquidiócesis de Concepción, decidió visitar junto al padre Enrique Moreno Laval, vicario de la Pastoral Obrera, las minas de carbón de Lota, para conocer la situación de los trabajadores penquistas que exigían mejoras laborales. Recibir las inquietudes de los sindicalistas en plena dictadura militar le valió el título de «obispo rojo». Sin embargo, Goić nunca tuvo miedo de represalias por parte de los militares, aunque en una ocasión le fueron incautadas las grabaciones del programa radial Testimonio, donde se relataban los atropellos a los derechos humanos y laborales.

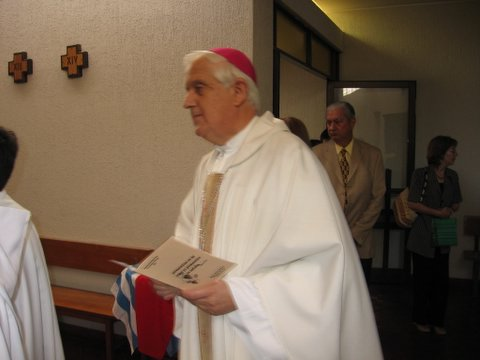
Monseñor Alejandro Goić oficiando una misa.

Aunque no fue mediador entre las partes en conflicto durante las manifestaciones estudiantiles realizadas el año 2006, Monseñor Goić manifestó en reiteradas ocasiones su intención de que las movilizaciones llegaran a buen puerto.

No hay nadie en Chile que no quiera mejorar la calidad y equidad en la educación. Uno quisiera pedirle a los dirigentes estudiantiles que han mostrado gran capacidad, que tengan un poco de paciencia, para que a través del Parlamento se legisle.
Alejandro Goic

El 25 de mayo de 2006, un grupo de estudiantes apedreó la residencia de Goić en la ciudad de Rancagua, tras haber hecho lo mismo con el Liceo Óscar Castro de la ciudad. Paradójicamente, el obispo había manifestado horas antes su intención de mediar en el conflicto.
Durante 2007, y en su calidad de obispo de Rancagua, Goić fue un factor clave para las negociaciones entre las partes involucradas en el conflicto de los trabajadores subcontratados de Codelco. En una carta firmada por él como presidente de la Conferencia Episcopal de Chile, fechada al 18 de julio de 2007, señala: 

Se requiere avanzar en el tema de la negociación colectiva en régimen de subcontratación, en el ámbito de la empresa. Los recientes episodios son una muestra de la insuficiente legislación en esta materia. El derecho a la negociación colectiva en términos efectivos, es un derecho básico que el concierto internacional y la propia Iglesia reconocen a los trabajadores. Este reconocimiento no es completo si por una formalidad se impide al trabajador entenderse con quienes más directamente se benefician con el fruto de su esfuerzo.
Alejandro Goic

Durante los primeros meses del año 2008, ofició como facilitador de diálogo entre el gobierno y Patricia Troncoso, presa política pro mapuche que mantuvo una huelga de hambre durante 112 días.
La Conferencia Episcopal de Chile, encabezada por monseñor Goic, planteó en 2009 la creación de un indulto presidencial general para el año 2010 con ocasión del Bicentenario de la Independencia, llamado el «Indulto Bicentenario», cuestión que, sin bien fue recogida de forma positiva por el Gobierno en un principio, posteriormente fue descartada, en gran medida porque podría beneficiar a militares condenados por violaciones a los derechos humanos.

## Controversias

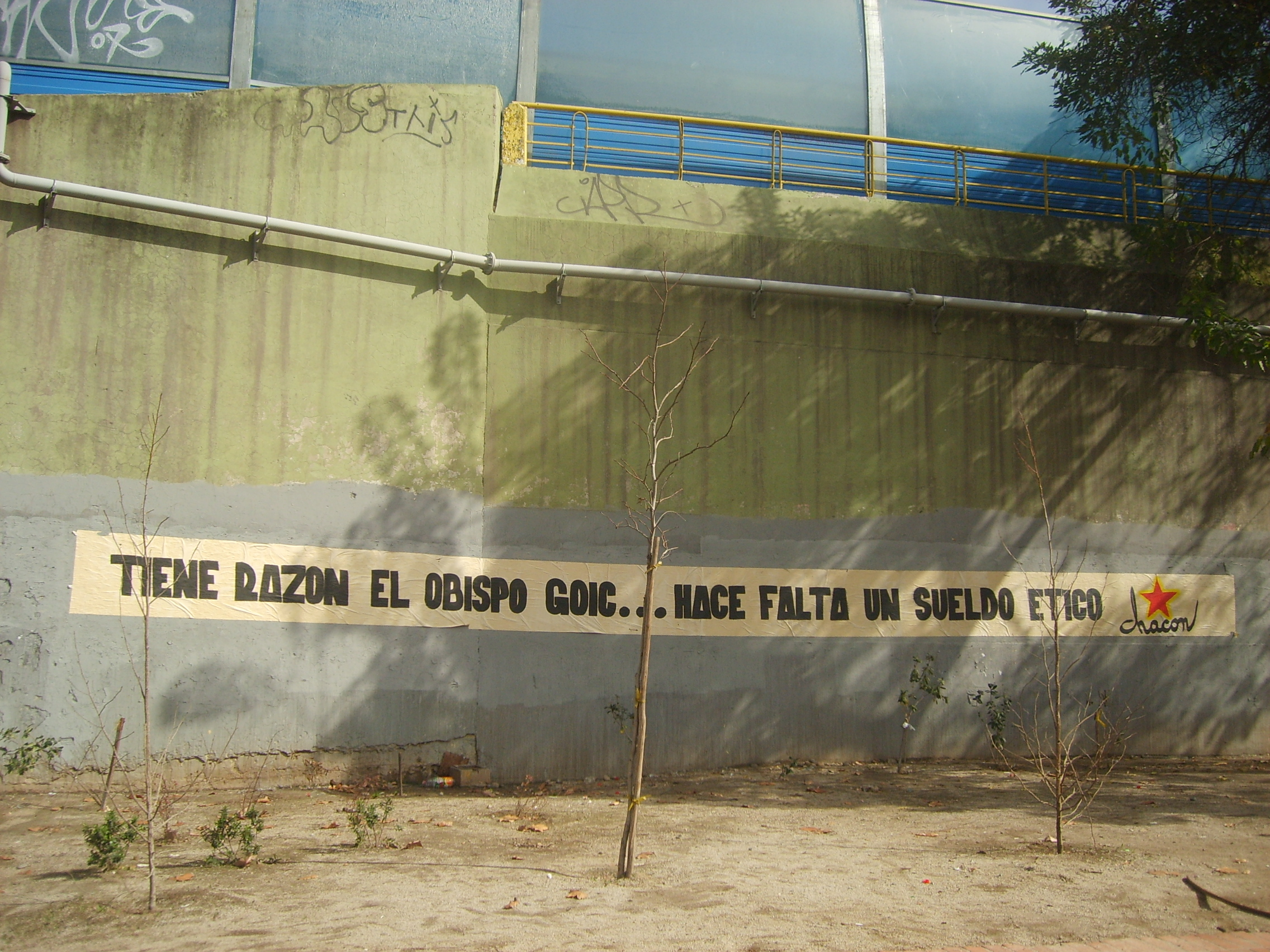
Murales surgidos durante el debate del "sueldo ético" que propuso Monseñor Goic.

### Sueldo ético
En 2007, unas semanas después de que la minera estatal Codelco llegara a acuerdo con los empleados subcontratados que se habían movilizado, el prelado declaró, en una entrevista dada a Canal 13 el 2 de agosto, que el salario mínimo de $144.000 (USD 277,5) debería ser reemplazado por un "sueldo ético", que en su opinión tendría que ser no inferior a los $250.000 (US$ 480). Sus declaraciones causaron reacciones encontradas en el panorama político, social y empresarial del país. 
Mientras algunos personajes del panorama político, como la senadora UDI Evelyn Matthei, y empresarial se mostraron escépticos a la sugerencia de Monseñor Goic, debido a los posibles costos negativos que pudieran generarse en las pequeñas y medianas empresas y por ser considerada una medida «demagógica», gran parte de los partidos políticos y el propio gobierno se mostraron a favor de la propuesta. 
El jueves 23 de agosto, y a propósito del debate iniciado por Alejandro Goic, la presidenta Michelle Bachelet anunció la formación del Consejo Asesor para la Equidad Social Hacia un Chile más Justo, que tenía como objetivo proponer reformas al sistema laboral chileno.

### Uniones homosexuales

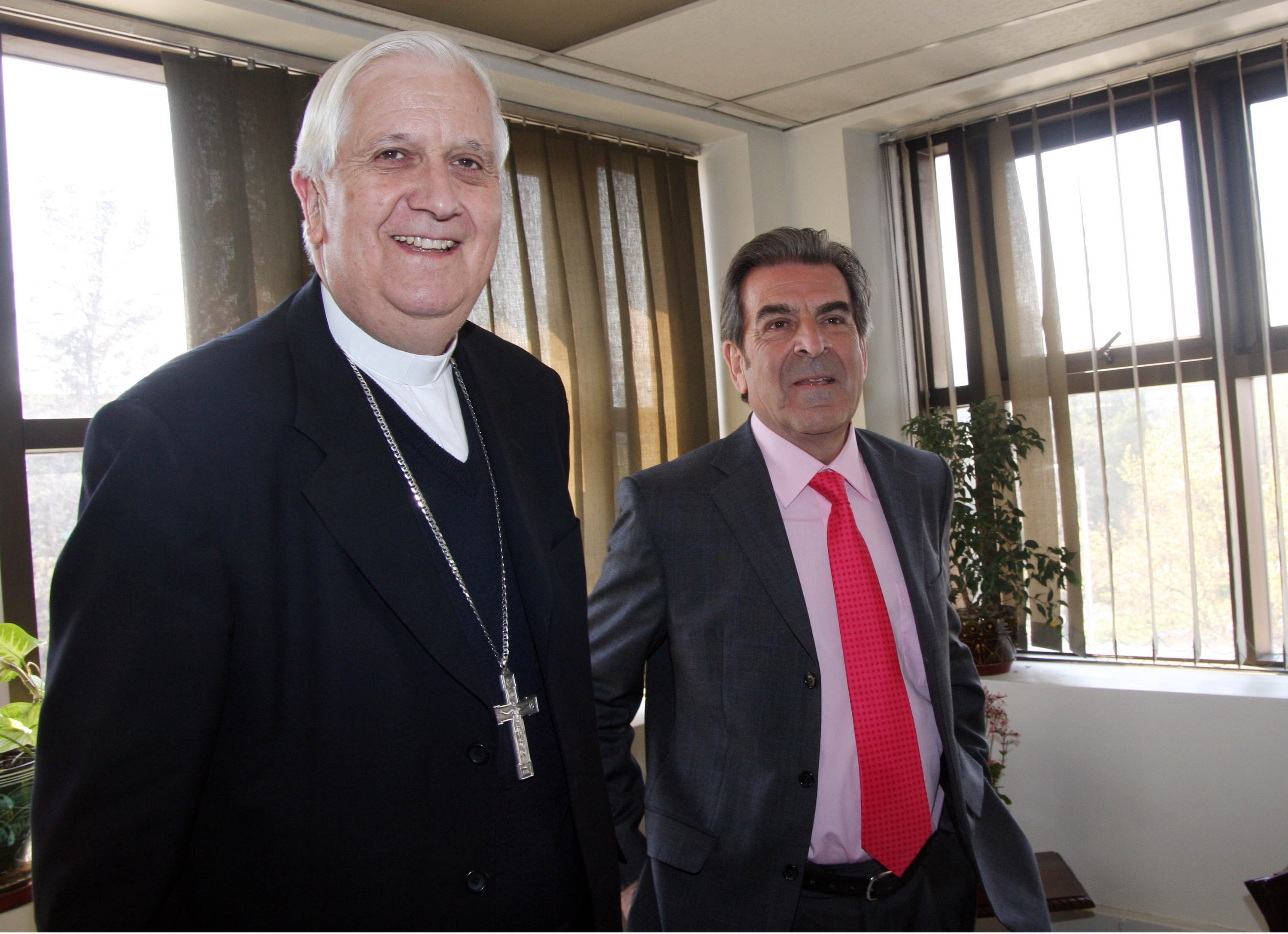
Monseñor Goić con Eduardo Frei, candidato presidencial de la Concertación, en 2009.

En noviembre de 2009, monseñor Goić mostró preocupación por la aparición de parejas homosexuales en la franja electoral para la elección presidencial de ese año, particularmente por las imágenes emitidas en las propagandas de los candidatos Eduardo Frei y Sebastián Piñera, este último criticado por ello incluso al interior de su propia coalición, particularmente por la Unión Demócrata Independiente (UDI), partido de derecha conservadora.

Creo que, en el interés de captar votos, los candidatos presentan muchas realidades que existen y quieren llegar a todos los grupos humanos, pero desde mi perspectiva, hay también un límite.
Alejandro Goic.

Piñera afirmó estar en «un acuerdo total y absoluto» con Alejandro Goic, pero defendió la aparición de homosexuales en las campañas políticas porque «un buen presidente tiene que preocuparse de todos los chilenos». En términos más duros replicó el senador demócratacristiano y jefe territorial de la campaña de Eduardo Frei, Jorge Pizarro, quien dijo que incluso «en la Iglesia también hay muchos homosexuales, hay gente que comete delitos tan delicados como la pedofilia, y existen en todas partes y no por eso se va a acallar el tema». Más conciliador fue el propio candidato de la Concertación, Eduardo Frei, quien dijo que no había que excluir a los chilenos homosexuales, pues «todos somos hijos de Dios y, por lo tanto, todos debemos ser acogidos en nuestra patria».

### Investigación a sacerdotes
A fines de mayo de 2018, un reportaje de televisión mostró que en la diócesis de Mons. Goic operaba un grupo de sacerdotes acusados de abusos a menores. Los antecedentes habían sido presentados al mismo Goic en varias ocasiones pero después de casi 12 meses no había avance en la investigación y no se habían tomado medidas. Siendo en la época Goic presidente del Comité permanente del Episcopado para investigar los abusos, gatilló su renuncia a este puesto. Después del reportaje televisivo, Goic suspendió de funciones a 14 sacerdotes, presentó los antecedentes a la fiscalía local para su investigación y remitió antecedentes al Vaticano.